# Jean de Dunois
Jean de Dunois gróf [ejtsd: dönoá] (franciául: Jean d’Orléans, comte de Dunois; Párizs, 1402. november 23. – Lay, 1468. november 24.) francia katona.

## Élete
Mint kapitány és kamarás a dauphin, és később VII. Károly francia király szolgálatába lépett és egy ideig mint kezes, a bretagne-i herceg udvarában tartózkodott (1422), amiért a király nagy uradalmakkal ajándékozta meg. A VI. Károly halála után megújult francia-angol háborúnak ő egyik legkiválóbb alakja. 1427-ben felmentette Montargist az ostrom alól és Orléans városát mindaddig hősiesen védelmezte, míg 1429-ben az orléansi szűz felmentésre érkezett. Legyőzte az angolokat Patay mellett 1429. június 18-án, kiszorította az angol hadakat a nyugati tartományokból és közreműködött az angolok kiüzetésében Párizsból. Ez időben nyerte Dunois grófságot, mely után magát ezután nevezte. A főnemesek szövetkezetének a király ellen 1440-ben az ún. «praguerie»-nek ő is tagja volt, de társait hamar otthagyta és a király pártjára állott. 1442-ben kiragadta Talbot angol vezér kezéből Dieppe-t és ezért a király Franciaország tábornokává nevezte ki és Longueville grófsággal ajándékozta meg. XI. Lajos alatt ő is tagja volt az urak ligájának és ezért Lajos 1464-ben összes birtokai- és méltóságaitól megfosztotta, de a conflans-i békében (1465) ismét visszanyerte azokat.

## Családja
Természetes fia volt a burgundi párt által 1407. november 23-án Párizsban meggyilkolt Orleáns-i Lajos hercegnek, V. Károly és szeretője de Cany Albertné második fiának. Unokája, Ferenc, 1505-ben a Longueville herceg címet kapta és IX. Károly és XIV. Lajos a Dunois család tagjait a királyi család hercegeinek jelentették ki, de e méltóságemelés törvényes becikkelyezése elmaradt. 1516-ban megszerezte a család a neufchâteli szuverén fejedelemséget és később Valenain grófság birtokát is.